# Budapest Varieté

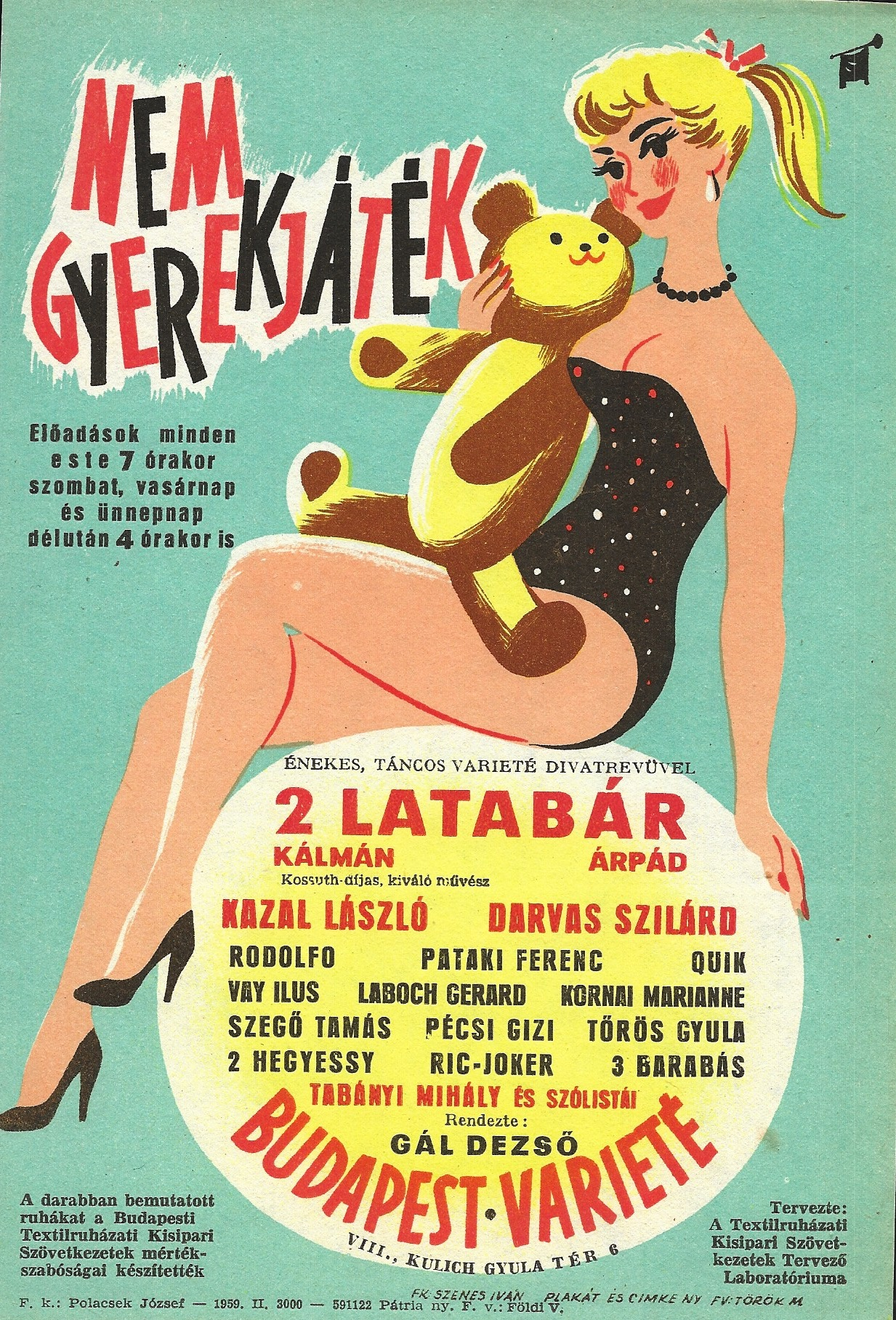
A Budapest Varieteé 1959. februári plakátja

A Budapest Varieté (1954–1959): a Józsefvárosi Színház Kálvária tér 6. sz. alatti, átalakított helyiségében 1954 márciusától 1959 februárjáig működött. Az Országos Cirkusz Vállalat kezelésében látványos kabaré-varieté műsort játszott. Sikereiben nagy része volt az Országos Cirkusz Vállalat vezetőjének, Szenes Ivánnak, valamint Karádi Béla rendezőnek. A kabarészínészek legjava lépett fel a Budapest Varieté műsoraiban.

## Varietétörténelem
A varieté zenés, táncos, szórakoztató műsor, a nagyvárosok életéhez tartozik. Átmenet a cirkusz és a kabaré között. A műsorszámok rendkívül változatosak, erre utal maga a varieté elnevezés is (francia variété ’változatosság’).
A varieté ősei az 1850-es években kávéházról kávéházra járó népénekesek voltak, akik 1865-től bohózatok előadására is engedélyt kaptak. A zenés kávéházak helyébe lépő orfeumokban ugyancsak változatos műsorok szerepeltek. A millennium évében nyílt meg a Városligetben a magyar varieté első hajléka, az Olympia. A két legrangosabb varietészínház a Nagymező u. 17. alatt a Moulin Rouge és a Nagymező u. 20. alatt az Arizona volt. 1945–1950 között működött a Népvarieté, a Vidám Varieté, a Fővárosi Varieté, a Kisvarieté, a Budapesti Varieté, a Royal Revü Varieté artistakabaré vegyes műsorral.
A varieté állandó szereplői
- a bűvészek,
- az akrobaták,
- a táncosok és
- az énekesek.

A nagy színpaddal rendelkező varietészínházakban az énekes, táncos szólisták sokszor nagy létszámú tánckarral ún. revüszámokat adnak elő.

## A Budapest Varieté ma

A Budapest Varieté 2019-es februári plakátja. 60 év után újra Budapest Varieté

2019 februárjában, 60 évvel a varieté bezárását követően Eötvös Krisztina és Richter Szebasztián magyar cirkuszdinasztiából származó művészek újra megnyitották a Budapest Varieté kapuit. A három nap erejéíg tartó előadás helyszíneként a Duna Palota szolgált.  A háromnapos programon Magyarország legkiválóbb művészei léptek fel.
A nagy sikerre való tekintettel 2020 februárjában újból megrendezésre került a Budapest Varieté Káprázat és Humor címen. A 2020-as előadásban a revük és varieték nemzetközi világában ismert hazai és nemzetközi művészek, a Cirque du Soleil zsebtolvaja és a varietévilág sztárkomikusa, a magyar származású Steve Eleky is szórakoztatták a nézőket, a vacsorát pedig Litauszki Zsolt, a Gundel étterem séfje álmodta meg a vendégeknek.
2021-ben ismét megrendezésre került a Budapest Varieté, Szenvedély és Erotika címmel, amely hatalmas sikert aratott immár a RaM Színházban. 2021-ben a Covid-járvány miatt február helyett októberben került megrendezésre.
2022-ben októberében Vegas, a Show címmel a Las Vegas-i revük és show-k hangulatát varázsolták a Budapest Varieté szervezői a RaM Színház színpadára.

A Budapest Varieté 2022-es Vegas, a Show plakátja

A Budapest Varieté ötlete a 2018 februárjában megrendezett Vacsora Varieté rendezvénnyel vált kézzelfoghatóvá, amelyet Ócsán rendeztek meg. A nagy sikerből kiindulva tettek egy következő lépést: világhírnévre szert tett művész kollégákat szerveztek a budapesti Duna Palota színpadára. A Budapest Varietével Eötvös Krisztina és Richter Szebasztián tehetséges ügybuzgalommal idéztek meg régi korokat.

## Külső hivatkozások

### Tévé-rádió beszámolók
- M1: https://www.facebook.com/watch/?v=2324592780917029
- Duna tv: https://www.facebook.com/watch/?v=384969008920165
- Echo tv: https://www.youtube.com/watch?v=rg2gMT9C_uM
- https://www.facebook.com/watch/?v=1241287722690524
- Petőfi tv: https://www.youtube.com/watch?v=xqFu73aZ8zM#action=share
- RTL Klub: https://rtl.hu/rtlklub/reggeli/budapest-variete-show-a-reggeliben
- Hír tv: https://www.facebook.com/watch/?v=1037113843321072
- Kossuth Rádió: https://www.facebook.com/watch/?v=605057343641493

### Médiamegjelenések
- https://web.archive.org/web/20190726085435/https://szinhaz.org/porond/cirkusz-porond/2019/01/02/60-ev-utan-ujra-nyit-budapest-variete/
- https://web.archive.org/web/20190726085453/https://www.blikk.hu/sztarvilag/sztarsztorik/szorakoztatas-klasszikus-modon-ez-a-budapest-variete/jhg6fep
- https://nepszava.hu/3025350_variete-ujratoltve
- https://web.archive.org/web/20190726085500/https://www.magyaridok.hu/kultura/ujjaelesztett-varazslat-3894593/
- https://fidelio.hu/plusz/varazslatos-szamokkal-var-a-budapest-variete-142540.html
- https://www.lokal.hu/2019-01-krisztina-es-szebasztian-ujra-megnyitja-a-budapest-varietet/
- https://www.hirado.hu/kultura-eletmod/cikk/2019/01/19/a-variete-hagyomanyai-elednek-ujja-a-duna-palotaban
- https://web.archive.org/web/20190726085435/https://bdpst24.hu/2019/01/10/ujra-variete-budapesten-budapest-variete-60-ev-utan/
- https://web.archive.org/web/20190726085440/http://jazzyradio.hu/ajanlo/budapest-variete/
- https://web.archive.org/web/20190726085439/http://www.seniorplus.hu/budapest-variete/
- https://www.sonline.hu/cimke/budapest-variete/
- https://index.hu/kultur/2021/09/27/szenvedely-es-erotika-budapest-variete/
- https://magyarnemzet.hu/kultura/2021/09/szenvedely-es-erotika

### Előadáskritikák
- Bóta Gábor, Budapest Varieté 2019
- Index, Korcsmáros Felícía, Budapest Varieté 2021
- Index, Korcsmáros Felícia, 2022